# CTH Ericson

CTH Ericson Logotyp sedan tidigt 1900-tal

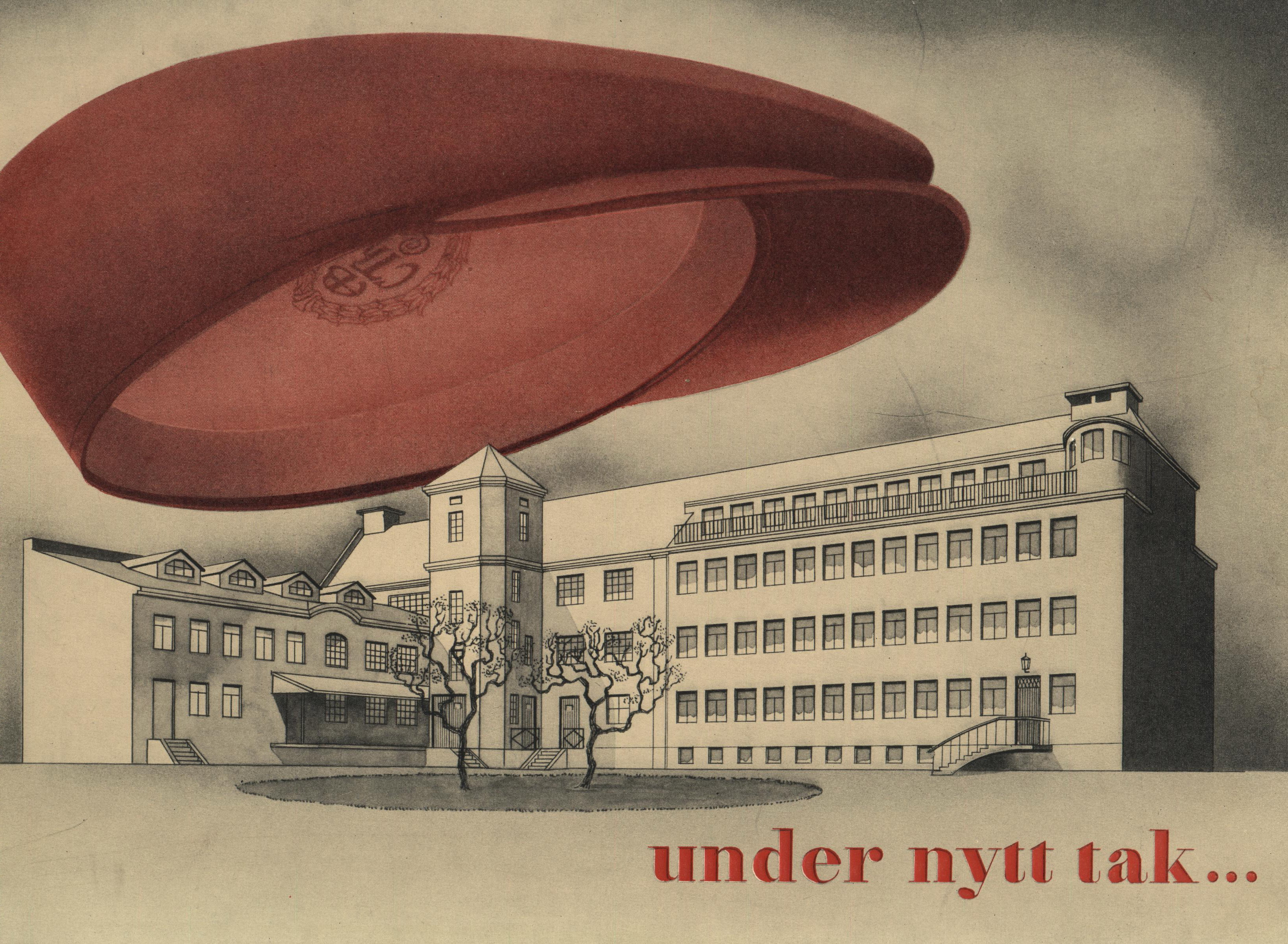
CTH Ericsons fabriksbyggnad 1943

CTH Ericsons mössfabrik 1902

CTH Ericson, även känt som Carl Theodors Hattfabrik är ett företag i Borlänge som tillverkar huvudbonader. Företaget tillverkar hattar och mössor som kepsar, vegamössor, student- och teknologmössor. Därtill arbetar CTH med utvalda uniformsmössor, skärmmössor, skepparmössor och andra specialbeställningar.

## Historia
Företaget etablerades 1885 av Carl Theodor Ericson (född i Lindesberg 1862) och var fjärde generationens hatt- och mössmakare efter hans farfarsfar Eric Forsberg som var hattmakarmästare redan på 1700-talet. Efter den stora stadsbranden i Borlänge 1900 flyttades affär och fabrik 1902 till ett nybyggt hus i kvarteret Verdandi öster om Sveatorget. 1906 uppfördes den första riktiga fabriksbyggnaden för företaget som bar namnet A.B. C.Th. Ericson. 
1926 hade verksamheten växt så mycket att fabriken utökades ytterligare och 1927 kunde CTH inviga en för den tiden ny modern mössfabrik. Efter Ericsons bortgång i augusti 1927 övertogs företagets drift av sonen Nils. 
1943 invigdes nya lokaler på 4500 m². På 1950-talet hade antalet anställda vid hattfabriken vuxit till 230 och CTH var under denna tid en av de största arbetsplatserna för kvinnor i Borlänge.  
2004 flyttades större delen av tillverkningen utomlands. CTH Ericson producerar dock fortfarande en del modeller i mindre serier i de gamla fabrikslokalerna som även inrymmer CTH Fabriksmuseum.
Idag (2021) är företaget fortfarande ett familjeföretag och drivs av Ann-Sofie & Markus Morin.

## Externa länkar

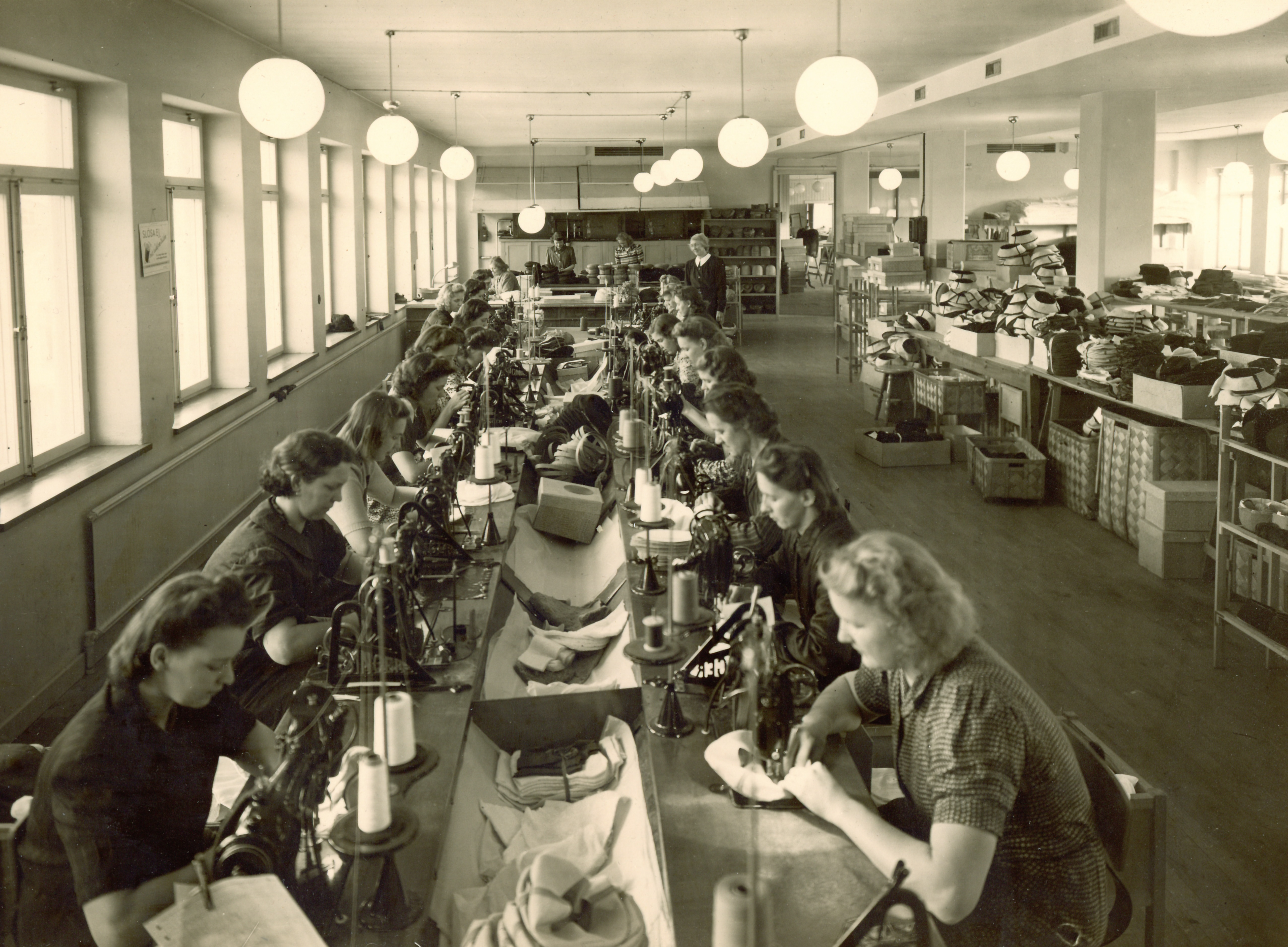
CTH Ericson sömnadssalen slutet på 40-talet